# Kowangan
Kowangan is een bestuurslaag in het regentschap Temanggung van de provincie Midden-Java, Indonesië. Kowangan telt 3915 inwoners (volkstelling 2010).